# Phong cách đường phố
Phong cách đường phố (tiếng Anh: street style), cách điệu thành Phong cách Đường phố (Street Style), là một phong cách thời trang đặc thù khởi nguồn từ nền văn hóa thời trang Anh Quốc. Nó là cách tiếp cận bao quát toàn diện đối với thời trang và sáng tạo phong cách mới vốn giao thoa và khác biệt với những mối quan tâm thời trang thịnh hành.

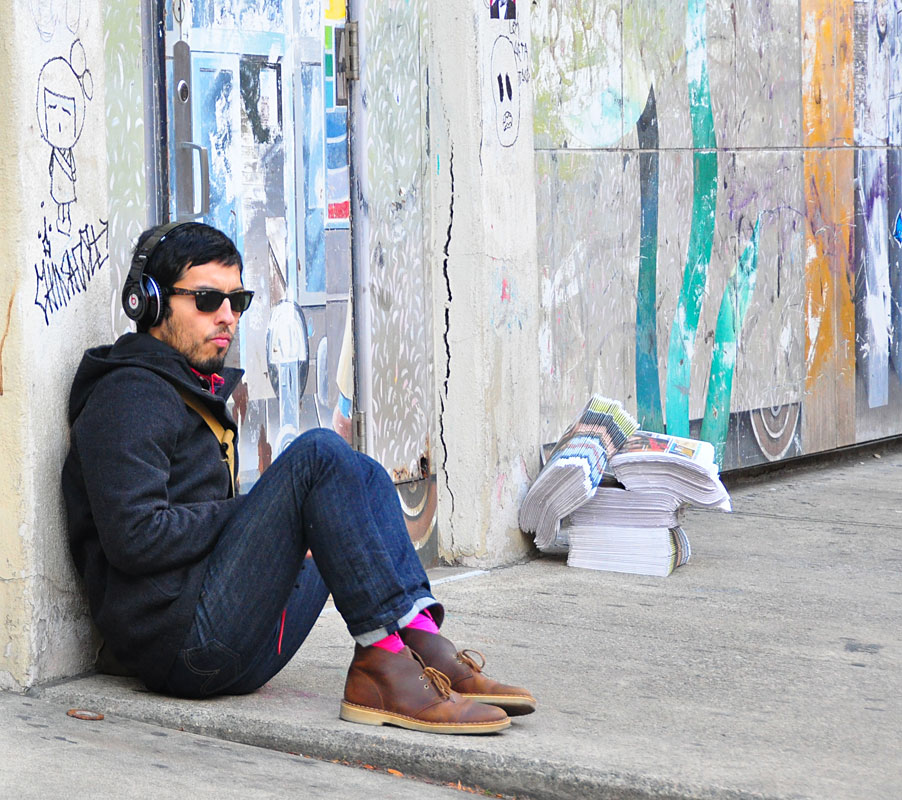
Một ví dụ điển hình cho Phong cách Đường phố